# Sospan Fach
Sospan Fach (en idioma galés significa Pequeña Cazuela) es una canción popular de Gales. Se sitúa entre las canciones más conocidas cantadas en idioma galés. Esta canción cuenta los sinsabores de una ama de casa.
Tradicionalmente se relaciona con el club de rugby de Llanelli RFC (Gales del Sur). Más recientemente también con el equipo de rugby profesional galés Scarlets.

## Letra
| En idioma galés Mae bys Meri-Ann wedi brifo, A Dafydd y gwas ddim yn iach. Mae'r baban yn y crud yn crio, A'r gath wedi sgramo Joni bach. Sosban fach yn berwi ar y tân, Sosban fawr yn berwi ar y llawr, A'r gath wedi sgramo Joni bach. Dai bach y sowldiwr, A gwt ei grys e mas. Mae bys Meri-Ann wedi gwella, A Dafydd y gwas yn ei fedd; Mae'r baban yn y crud wedi tyfu, A'r gath wedi huno mewn hedd. Sosban fach yn berwi ar y tân Sosban fawr yn berwi ar y llawr A'r gath wedi huno mewn hedd. Dai bach y sowldiwr, A gwt ei grys e mas. Aeth hen Fari Jones i Ffair y Caerau I brynu set o lestri de; Ond mynd i'r ffos aeth Mari gyda'i llestri Trwy yfed gormod lawer iawn o 'de' Sosban fach yn berwi ar y tân Sosban fawr yn berwi ar y llawr A'r gath wedi huno mewn hedd. | En idioma español Mary-Ann se ha hecho daño en un dedo, Y David el sirviente tampoco se encuentra bien. El bebe en la cuna está llorando, Y el gato ha arañado al pequeño Johnny. Una pequeña cazuela está hirviendo en el fuego, Una gran cazuela está hirviendo en el suelo, Y el gato ha arañado al pequeño Johnny. Pequeño Dai el soldado, Y el extremo de la camisa colgando esta. El dedo de Mary-Ann ha mejorado, Y el sirviente David en su tumba se encuentra, El bebe en la cuna ha crecido, Y el gato en paz ha dormido. Una pequeña cazuela está hirviendo en fuego, Una gran cazuela está hirviendo en el suelo, Y el gato en paz ha dormido. Pequeño Dai el soldado, Y el extremo de la camisa colgando esta. La vieja Mary Jones a la feria va en Caerau, Ha comprar un juego de te; Pero por haber consumido demasiado "te", Mary y su tacita en una zanja han acabado. Una pequeña cazuela está hirviendo en fuego, Una gran cazuela está hirviendo en el suelo, Y el gato en paz ha dormido. |